# Geoffrey Spicer-Simson
Geoffrey Basil Spicer-Simson, född 5 januari 1876 i Hobart i Australien, död 29 januari 1947, var en brittisk marinofficer. 

## Uppväxt och yrkesbana
Geoffrey Spicer-Simson föddes som ett av fem barn till Frederick Simson och Dora Spicer. Fadern hade handlat i guldmynt i Brittiska Indien och först slgit slog sig ned i Le Havre i Frankrike och senare, 1874, flyttat till Tasmanien för att bli fårfarmare. Geoffrey Spicer-Simson växte upp huvudsakigen i Frankrike och Storbritannien. Hans ädste bror var medaljskulptören Theodore Spicer-Simson (1871–1959).
Han enrollerade sig i Royal Navy 1889 vid 14 års ålder och gick i Royal Naval College i Dartmouth. Han blev fänrik i januari 1897 och löjtnant i september 1898. Han arbetade med kartering vid Nordborneo och var under period befälhavare på en jagare, som kolliderade med ett fraktfartyg. Han arbetade med kartering i Yang-tse-kiang i Kina 1905–08 och var chef för ett karteringsfartyg på floden Gambia i Afrika 1911–14. Han återvände från Afrika i augusti 1914. Efter det att en av hans patrullbåtar torpederats av tyskarna vid kaj i en brittisk hamn under ljusa dagen, fick han ett skrivbordsarbete med personalfrågor i amiralitetet.
Amiralitet beslöt i april 1915 att sända en expeditionsstyrka till Tanganyikasjön för att bryta den tyska militära dominansen över sjön, vilken hindrade möjligheten för belgiska och brittiska styrkes från att invadera Tyska Östafrika västerifrån. Geoffrey Spicer-Simson, som talade franska och tyska och hade erfarenhet från Afrika, anmälde sig som intresserad och fick uppdraget att bli expeditionsledare.

## Expeditionsstyrkans färd till Tanganyikasjön
HMS Mimi och HMS Toutou transporterades till Tanganyikasjön under mycket svåra omständigheter, med avfärd från Storbritannien den 15 juni och ankomst till dåvarande Albertville, nuvarande Kalemie, den 26 oktober.
Expeditionsstyrkans sous-chef John Lee hade sänts i förväg för att rekognosera väg och röja den första sträckan genom väglöst land Katanga i Belgiska Kongo. Från Sydafrika fraktades båtarna i juli på järnväg norrut till dåvarande Elisabethville i Belgiska Kongo och därifrån med järnväg till dess slutstation i byn Fungurume, dit de anlände den 6 augusti 1915. I Sydafrika hade också anskaffats två ångtraktorer, en lastbil samt dragoxar.
Efter en knapp månad hade expeditionen under stora svårigheter tillryggalagt den ungefär 160 kilometerl långa väglösa och flodlösa sträckan från Fungurume till Sankishia i Katanga, som hade järnvägsförbindelse åt andra hållet. Terrängen är bergig och uppbruten av floder och expeditionen var tvungen att bygga 150 broar över vattendrag eller klyftor och vinschanordningar för att få båten först upp och sedan ner igen över de brantaste randbergen. Till hjälp fanns oxarna, de ångdrivna traktorer, vinschar och hundratals lokalt rekryterad arbetskraft. 
Efter transport på järnväg från Sanshia till Bukama under nästa etapp följde transport nedströms på Lualabafloden, som är Kongoflodens huvudflöde i des övre lopp. Under torrtiden hade floden detta år dock lågt vattenstånd, varför den beställda ångaren inte kunde komma fram till Bukama. Mimi och Toutou fick paddlas och släpas de första milen med många strandningar på rev i floden. Efter 17 dagar på Lualaba nåddes järnvägsterminalen Kabalo, varifrån den sista etappen på ungefär 270 kilometer gick per en nyligen färdigställd järnväg österut till Albertville. Dit anlände expeditionen den 26 oktober.
Vid Albertville byggdes en hamnpir för att skydda båtarna, varefter de sjösattes den 23 december 1916.

## Slaget om Tanganyikasjön

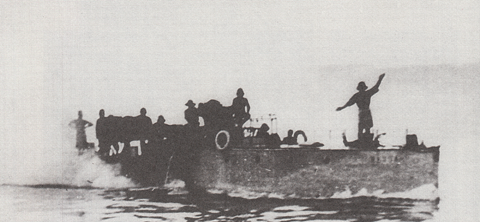
Geoffrey Spicer-Simson stående ombord på den belgiska patrullbåten Netta i Tanganyikasjön

Mimi och Toutou opererade från basen vid Albertville tillsammans med det lilla som fanns av belgiska båtar. Elddopet kom redan några dagar efter sjösättningen, den 26 december, då den tyska beväpnade tidigare tullkuttern Kingani siktades nära basen. De brittiska båtarna jagade den tyska, som bara kunde avfyra sin fartygskanon framåt och lyckades få flera träffar i Kingani, varefter tyskarna gav upp. Båten tog till basen, lagades och mönstrades in i den brittiska flottan som HMS Fifi. 
Den 9 februari kom den tyska tidigare postbåten, numera krigsfartyget SMS Hedwig von Wissmann och letade efter Kingani. Alla de nu tre brittiska örlogsfartygen tog upp en jakt på Hedwig von Wissmann, som också bara kunde avfyra sin kanon framåt. Till slut, när hennes ammunition var så gott som slut  fick Fifi en träff och sänkte det tyska fartyget. Därefter var den tyska totala kontrollen över Tanganyikasjön bruten.
Vare sig Mimi och Toutou, eller den engelska flottenheten över huvud taget, var därefter inblandade i strid. Geoffrey Spicer-Simson undvek att konfrontera det enda kvarvarande hotet SMS Goetzen och båtarna användes bara på ett försiktigt sätt som stöd till brittiska arméenheter. Tyskarna sänkte sedan själva SMS Goetzen den 16 juli utanför Kigoma, när styrkor från Ententen närmade sig staden.
Geofrey Spicer-Simson fick Distinguished Service Order 1 maj 1916.

## Övrigt
Geoffrey Spicer-Simson var känd både för sina egenartade vanor och karaktärsdrag. När han ledde expeditionen i Albertville gjorde han sig känd för att ofta klä sig i kakikjol till uniformen, vilket gav honom öknamnet Lord of the jupe bland de belgiska militärerna. Han lät tillverka en amiralsflagga, vilken vajade utanför hans hydda på flottbasen. Han rökte cigaretter med sitt monogram på och var tatuerad med makabra taueringar från sin tjänstgöringstid i Asien.
Efter kriget blev han biträdande chef för flottans underrättelsetjänst med kaptens rank och ledamot och tolk i flottans delegation vid fredsförhandlingarna i Versailles i Frankrike 1919. Vid den första Internationella hydrografiska konferensen i London 1919, där han var sekreterare och tolk, utsågs han till The International Hydrographic Bureaus första generalsekreterare 1921–37. 
Han var sedan 1902 gift med Amy Elizabeth Spicer-Simson från British Columbia i Kanada.